# Meroitische Sprache

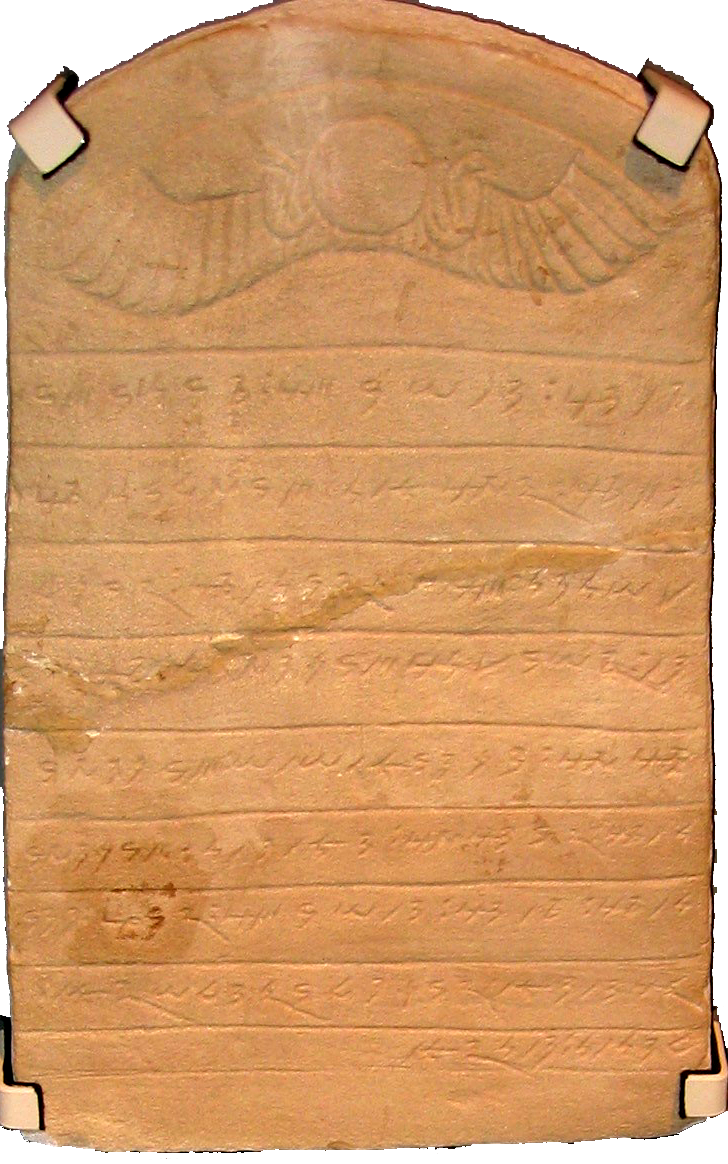
Stele mit meroitischer Inschrift von der Insel Sai (REM 1273)

Die meroitische Sprache ist die Sprache des meroitischen Staates, der zwischen 1000 v. Chr. und 750 v. Chr. in Nubien gegründet wurde und den altägyptischen Namen für Nubien, Kusch, übernahm. Erst einige Jahrhunderte nach der Gründung des Staates ist die meroitische Sprache schriftlich belegt, da die früheren Inschriften (ab ca. 800 v. Chr.) alle in ägyptischen Hieroglyphen und ägyptischer Sprache verfasst worden sind. Meroitische Namen, Wörter und Phrasen sind aber schon seit dem Neuen Reich belegt.
Der Regierungssitz des kuschitischen Reiches lag ursprünglich in der Stadt Napata beim heutigen Karima. Um 300 v. Chr. wurde jedoch die Hauptstadt nach Meroe nördlich von Khartum verlegt. In dieser Zeit wurde die kulturelle Anlehnung an Ägypten mehr und mehr aufgegeben, was sich auch in der Entwicklung einer eigenen Schrift und dem Gebrauch der meroitischen Sprache in offiziellen Texten äußerte.
Die meroitische Sprache ist bisher noch nicht verständlich. Bisher ist es nur möglich, kurze formelhafte Texte des Opferformulars zu übersetzen. Es gibt einige Lehnwörter aus dem Ägyptischen. Oft wird vermutet, dass das Meroitische zum Nilosaharanischen gehört. Claude Rilly nennt für 39 meroitische Wörter nilosaharanische Entsprechungen und zeigte, dass es besonders deutliche Beziehungen in Lexikon und Morphologie zum nördlichen Ostsudanischen gibt; damit steht das Meroitische wohl nahe bei den nubischen Sprachen.
Spätestens um 300 n. Chr. brach das Reich von Kusch zusammen, entweder aufgrund einer Umweltkatastrophe oder einer militärischen Niederlage gegen das Aksumitische Reich. Die Schrift und Sprache waren noch eine kurze Zeit in Gebrauch, wurden dann aber von anderen Sprachen zumindest im Schriftverkehr abgelöst. Die letzte meroitische Inschrift stammt von dem Lokalkönig Charamadoye, der kurz nach 400 n. Chr. regierte.

## Wörterbuch der meroitischen Sprache
Bis Mitte des 20. Jahrhunderts kannte die Wissenschaft etwa 1.000 meroitische Texte, fast ausschließlich Grabinschriften mit begrenztem Wortschatz. Bei Grabungen im Rahmen der UNESCO-Kampagne zur Rettung der nubischen Altertümer (1960–1980) wurden umfangreiche Textsammlungen geborgen: etwa 700 allein in Qasr Ibrim, weitere am Berg Gebel Adda und in Batn el-Hajar. Dadurch erhöhte sich der Anteil nicht-funerärer Texte auf etwa 75 % und erweiterte den Wortbestand des Meroitischen enorm. Es ist unwahrscheinlich, dass zusätzliche Texte in größerem Umfang hinzukommen werden, weil das Siedlungsgebiet der Meroiten durch das Aufstauen des Nils weitgehend überschwemmt ist.
Auf der Grundlage dieser Quellen erarbeitete Jochen Hallof am Institut für Altertumswissenschaften der Universität Würzburg das siebenbändige Analytische Wörterbuch des Meroitischen. Damit liegt erstmals ein umfassendes Verzeichnis des Wort- und Lexembestandes vor. Es basiert auf der Analyse von 2.370 publizierten und unpublizierten Inschriften mit insgesamt 23.900 Wörtern, die 9.300 Lexemen zugeordnet werden können.
Das Wörterbuch wird zweisprachig (deutsch und englisch) publiziert und ist etwa 1.800 Seiten stark. Ein Gutachter des durch die Deutsche Forschungsgemeinschaft geförderten Projekts sprach von einem Quantensprung in der Meroitistik, der durch dieses Wörterbuch erfolgen wird.

## Beispiele bekannter meroitischer Wörter
| Meroitisch | Umschrift | Deutsch             | Kommentar                              |
| ---------- | --------- | ------------------- | -------------------------------------- |
| 𐦠𐦦𐦡𐦱       | abese     | Gazelle             |                                        |
| 𐦠𐦦𐦣𐦫𐦡      | abore     | Elephant            |                                        |
| 𐦠𐦦𐦫        | abr       | Mann                |                                        |
| 𐦠𐦨𐦩𐦢       | Amni      | Amun                |                                        |
| 𐦠𐦴         | at        | Brot                |                                        |
| 𐦠𐦶         | ato       | Wasser              |                                        |
| 𐦲𐦷𐦢        | kdi       | Frau                |                                        |
| 𐦲𐦷𐦲𐦡       | kdke      | Kandake/Königin     |                                        |
| 𐦨𐦡𐦷𐦡𐦥𐦢     | Medewi    | Meroe               |                                        |
| 𐦨𐦲         | mk        | Gott, Göttin        |                                        |
| 𐦨𐦬𐦣        | mlo       | gut                 |                                        |
| 𐦪𐦵         | nete      | Vater               |                                        |
| 𐦩𐦧𐦵        | Npte      | Napata              |                                        |
| 𐦧𐦡𐦬𐦨𐦣𐦯     | pelmos    | General; Gouverneur | Lehnwort aus dem Ägyptischen (mr-mšˁ)  |
| 𐦧𐦡𐦱𐦶       | peseto    | Gouverneur          | Lehnwort aus dem Ägyptischen (z3-nswt) |
| 𐦳𐦡𐦯        | Qes       | Kusch               | bezeichnet die Region Nubien           |
| 𐦳𐦣𐦫𐦡       | qore      | König               |                                        |
| 𐦴𐦷𐦭𐦡       | tadaḫe    | Mutter              |                                        |
| 𐦥𐦬𐦡        | wle       | Hund                |                                        |

## Unsichere Vokabeln
| Meroitisch | Umschrift | Deutsch       | Kommentar |
| ---------- | --------- | ------------- | --------- |
| 𐦠𐦷𐦦        | adb       | Land, Provinz |           |

## Textbeispiel
| Opferstele aus Karanog | Meroitisch  | 𐦥𐦣𐦯𐦢 𐦯𐦣𐦫𐦡𐦤𐦢: 𐦤𐦢𐦷𐦣𐦴𐦦𐦡𐦬𐦢𐦬𐦡𐦳𐦣𐦥𐦢: 𐦦𐦡𐦬𐦣𐦬𐦣𐦲𐦡: 𐦠𐦨𐦩𐦢𐦶𐦥𐦢: 𐦭𐦨𐦬𐦣𐦬: 𐦮𐦣𐦬𐦲𐦡𐦵                               |
| Opferstele aus Karanog | Umschrift   | woši šoreyi: Yidotbelileqowi: beloloke: Amnitowi: ḫmlol: ẖolkete                             |
| Opferstele aus Karanog | Übersetzung | O Isis, o Osiris! Dies ist Yidotbelile. Er war Beloloke (e. Titel) des Amun. Gebt ihm ḫmlol! |